# Trevanian
Rodney William Whitaker, que utilizaba Trevanian como seudónimo literario (Granville, Nueva York, 12 de junio de 1931 - West Country, 14 de diciembre de 2005) fue un escritor estadounidense especializado en el género de novela de espías. También ha publicado con el seudónimo de Nicholas Seare.

## Biografía
Nació en una familia que debía luchar contra la pobreza. Vivió varios años de su juventud en la ciudad de Albany, capital del estado de Nueva York, período que cuenta en The Crazyladies of Pearl Street, su último trabajo publicado.
Sirvió en la Marina de los EE. UU. De 1949 a 1953, durante la guerra de Corea. A su regreso estudió un posgrado y obtuvo una maestría en la Universidad de Washington y un doctorado en comunicaciones y cine en la Northwestern University de Chicago. Luego enseñó en Nebraska y recibió una beca Fulbright para ampliar estudios en Inglaterra.
Al volver siguió impartiendo clases y dirigió el departamento de comunicaciones en la Universidad de Texas en Austin durante muchos años. Cuando el éxito literario pudo permitírselo, abandonó este puesto y vivió largos periodos con su familia en el campo vasco francés, donde están ambientadas sus novelas Shibumi y El verano de Katya.
Shibumi es un libro que se plantea paralelamente en dos épocas diferentes de la vida del protagonista, Nicholai Hel, su infancia y el presente. La infancia muestra la formación del protagonista en sus diversas aficiones, profesión, ideologías, relaciones personales y culturales. Se trata de una descripción minuciosa de su personalidad; mientras esta época avanza se relatan situaciones que están ocurriendo en la actualidad (no hay que olvidar que la primera publicación del libro es de 1979) hasta que la infancia llega al presente.
Es conocido como escritor de best-sellers, uno de los cuales (La sanción del Eiger / Licencia para matar) fue llevada al cine en 1975 por Clint Eastwood, que también interpretaba la película dando vida a Jonathan Hemlock. Trevanian, a pesar de aparecer en los créditos como guionista (y curiosamente con su verdadero nombre: Rod Whitaker), no pareció muy satisfecho con el resultado final del film, al que calificó de "insulso" en un pie de página aparecido en Shibumi.
Trevanian mantuvo oculta su verdadera identidad durante muchos años y rechazó cualquier tipo de entrevista. Siempre se rumoreó que tras el seudónimo de Trevanian se escondía el escritor Robert Ludlum, algo que no se esforzó en desmentir. Ni siquiera contribuyó a los esfuerzos publicitarios de sus editores. Aunque hoy en día es prácticamente un desconocido, vendió entonces millones de libros en todo el mundo y su obra ha sido traducida a 14 idiomas.
Las descripciones dadas en algunos de sus textos en lo relativo a robos de obras de arte en museos y a la técnica de defensa personal denominada Hoda Korosu, han sido censuradas.

## Novelas

### Como Trevanian
- The Eiger Sanction / La sanción del Eiger, 1972, en otra traducción La pared de la muerte
- The Loo Sanction / La sanción de Loo, 1973
- The Main, 1976, traducido a veces como Calles peligrosas. Finalista del Edgar Award 1977.
- Shibumi (publicada el 14 de mayo de 1979). Reeditada por Rocabolsillo (Barcelona, 2012), (ISBN: 978-84-96940-12-3). Otras ediciones anteriores: [Entre Libros (2006) ISBN 9788496517240 383 pags.]; [Rocabolsillo (2011) ISBN 9788496940123 560 pags.]; [Roca Editorial De Libros (2012) ISBN 9788496791770 384 pags.]; [Plaza & Janes (1994) ISBN 9788401466526 480 pags.] y [Plaza & Janes (1991) ISBN 9788401490309 480 pags.]
- The Summer of Katya / El verano de Katya , 1983
- Incident at Twenty-Mile (1998)
- Hot Night in the City (2000)
- The Crazyladies of Pearl Street (2005), novela en parte autobiográfica.

### Como Nicholas Seare
- 1339 or So ...Being An Apology for A Pedlar (1975), basada en su pieza Eve of the Bursting.
- Rude Tales And Glorious (1983)

- Datos: Q1372850